# كارولين من برونزويك
كارولين من برونزويك (بالألمانية: Caroline von Braunschweig-Wolfenbüttel)‏ أو كارولين أميليا إليزابيث من براونشفايغ-فولفنبوتل (17 مايو 1768 - 7 أغسطس 1821) هي زوجة جورج الرابع ملك بريطانيا العظمى وإيرلندا وأيضا عقيلته منذ 29 يناير 1820 حتى وفاتها، وأيضا كانت أميرة ويلز منذ 1795 حتى 1820.
كان والديها حاكم براونشفايغ-فولفنبوتل كارل فيلهلم فرديناند والأميرة أوغستا من بريطانيا العظمى شقيقة الملك جورج الثالث، تزوجت من وريثه أمير جورج من ويلز في 1795 وبعد وقت قصير أنجبت ابنتهما الوحيدة الأميرة شارلوت.
بعد الولادة انفصل جورج عنه، وقبل عام 1806 بدأت الشائعات بأنها كانت لديها العديد من العشاق، وأن الطفل يعتبر غير شرعي، ولكن مع أدلة اثبت أخيراً بأن هذا الطفل الشرعي، وفي عام 1814 انتقلت إلى إيطاليا وعملت كخادمة لـ بارتولوميو بيرجامي ولكن سرعان ما أصبح قريب منه، وكان يُشاع على نطاق واسع بأنهم عُشاق، وفي عام 1817 توفيت ابنتها الوحيدة الأميرة شارلوت التي سمعُته عن طريق ساعي عابر، بحيث رفض جورج أخبارها، لأنه كان عازماً على طلاقها، وإقامة تحقيقات أُخرى حول أثبات الزنا.
في عام 1820 أصبح جورج ملك بريطانيا العظمى وهانوفر، بحيث كان جورج يكرها وتعهد على إلا تكون ملكة، بحيث أصر على الطلاق التي رفضته، بحيث كان الطلاق القانوني من الصعب الحصول عليه، عادت كارولين إلى بريطانيا لـ تؤكد موقفها كـ ملكة، بحيث حظيت شعبية كبيرة من قبل سكان بريطانيا، الذين كانوا احتقروا الملك الجديد بسبب سلوكه غير الأخلاقي، من خلال جمع الأدلة ضدها، حاول جورج طلاقها من خلال طرح قانون العقوبات والالام في عام 1820 أمام البرلمان، إلا أن جورج ومشروعه لم يحظان بشعبية كبيرة، بحيث تم سحبه من قبل محافظين الحكومة، وفي يوليو 1821 منع جورج كارولين من حضور التتويج، وبعد ثلاثة أسابيع مرضت وتوفيت في لندن؛ جنازتها سارت من لندن حتى وطنها براونشفايغ (برونزويك) حيثُ دفنت هناك.

## روابط خارجية
- كارولين من برونزويك على موقع الموسوعة البريطانية (الإنجليزية)